# Waco CG-15
Waco CG-15 byl americký vojenský kluzák vyvinutý v době druhé světové války z typu CG-4. Ačkoliv povrchně podobný svému předchůdci a přepravující stejný počet pasažérů, početné změny konstrukce, zahrnující zmenšení rozpětí křídel a aerodynamičtěji tvarovanou příď trupu, mu umožnily dosahování vyšších výkonů. Bylo objednáno 1000 kusů, z nichž 473 bylo předáno zákazníkům, než byla výroba ukončena. Dva exempláře byly předány US Navy, které je zkoušelo pod označením XLR2W-1. Jeden kus byl přestavěn na motorizovaný kluzák XPG-3 za pomoci dvou hvězdicových motorů Jacobs R-755-9.

## Varianty
XCG-15Prototyp přestavěný z CG-4A, vyroben jeden kus.
XCG-15ANově postavené prototypy, vyrobeny dva kusy.
CG-15ASériová varianta, postaveno 427 kusů. V roce 1948 přeznačena na G-15A.
PG-3Jeden z XCG-15A opatřený dvěma motory R-755-9. V roce 1948 označen jako G-3A.
XLR2W-1Dva sériové CG-15A předané Námořnictvu Spojených států.
G-3AOd roku 1948 nové značení PG-3.
G-15AOd roku 1948 nové označení CG-15A.

## Uživatelé
- Spojené státy americké
  - United States Army Air Forces
  - Letectvo Spojených států amerických
  - Námořnictvo Spojených států amerických

## Specifikace (CG-15A)

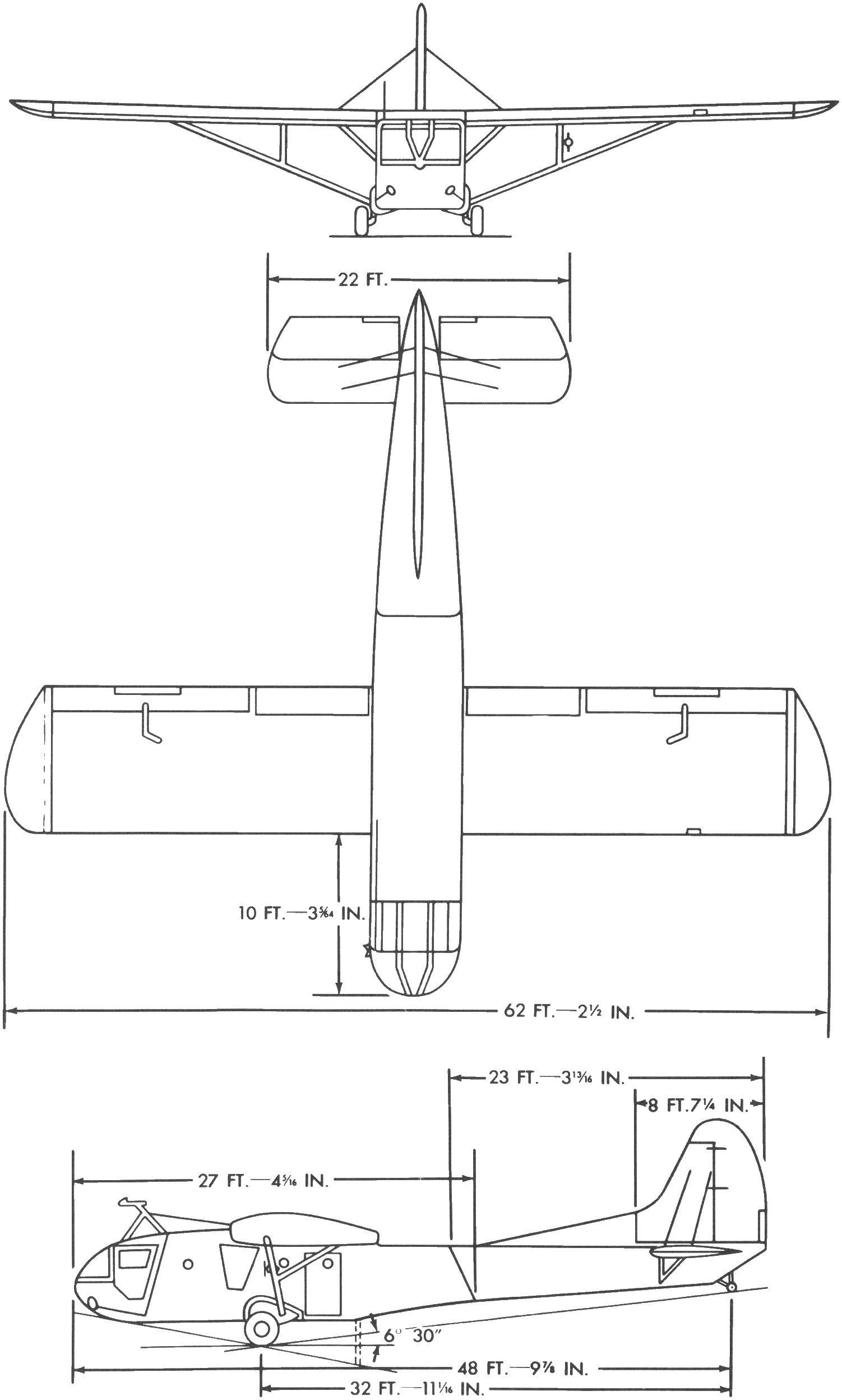
Třípohledový nákres CG-15A

### Technické údaje
- Posádka: 2
- Kapacita: 13 vojáků
- Délka: 14,9 m (48 stop a 10 palců)
- Rozpětí: 18,95 m (62 stop a 2 palce)
- Výška:
- Nosná plocha: 57,88 m² (623 čtverečních stop)
- Prázdná hmotnost: 1 814 kg (4 000 lb)
- Vzletová hmotnost: 3 644 kg (8 035 lb)
- Užitečné zatížení: 1 830 kg (4 035 lb)

### Výkony
- Maximální rychlost: 290 km/h (180 mph)
- Plošné zatížení: 62,96 kg/m² (12,9 lb/ft²)